# Estádio Renato Dall'Ara
O Estádio Renato Dall'Ara é um estádio localizado em Bologna, na Itália. É a casa do time de futebol Bologna F.C. 1909.
Inaugurado em 29 de maio de 1927 como Stadio Littoriale num amistoso entre Itália e Espanha (2–0 para os donos-da-casa), com capacidade para 50 000 torcedores (atualmente pode receber 38 279 torcedores) e com uma pista de atletismo em volta do campo. Recebeu duas partidas da Copa do Mundo de 1934.
Em 1983, o estádio foi rebatizado em homenagem a falecido Presidente do Bologna, Renato Dall'Ara. Recebeu quatro partidas da Copa do Mundo de 1990, incluindo a partida das Oitavas de Final entre Inglaterra e Bélgica, que terminou 1–0 para os ingleses, com gol de David Platt no último minuto da prorrogação.

## Principais Partidas

### Primeiro Jogo
| Data        | Fase     | 1.ª seleção | Placar | 2.ª seleção |
| ----------- | -------- | ----------- | ------ | ----------- |
| 15 de junho | Amistoso | Itália      | 2 – 0  | Espanha     |

### Copa do Mundo de 1934
| Data       | Fase             | 1.ª seleção | Placar | 2.ª seleção | Público |
| ---------- | ---------------- | ----------- | ------ | ----------- | ------- |
| 27 de maio | Oitavas-de-Final | Suécia      | 3 – 2  | Argentina   | 15 000  |
| 31 de maio | Quartas-de-Final | Áustria     | 2 – 1  | Hungria     | 25 000  |

### Copa do Mundo de 1990
| Data        | Fase             | 1.ª seleção            | Placar                               | 2.ª seleção            | Público |
| ----------- | ---------------- | ---------------------- | ------------------------------------ | ---------------------- | ------- |
| 9 de junho  | Grupo D          | Emirados Árabes Unidos | 0 – 2                                | Colômbia               | 30 791  |
| 14 de junho | Grupo D          | Iugoslávia             | 1 – 0                                | Colômbia               | 32 257  |
| 19 de junho | Grupo D          | Iugoslávia             | 4 – 1                                | Emirados Árabes Unidos | 27 833  |
| 26 de junho | Oitavas-de-Final | Inglaterra             | 1 – 0 Prorrogação 0 – 0 Tempo Normal | Bélgica                | 34 520  |